# Macaduma toxophora
Macaduma toxophora là một loài bướm đêm thuộc phân họ Arctiinae, họ Erebidae. Nó được tìm thấy dọc theo the coast from Queensland phía nam đến Victoria.

## Hình ảnh

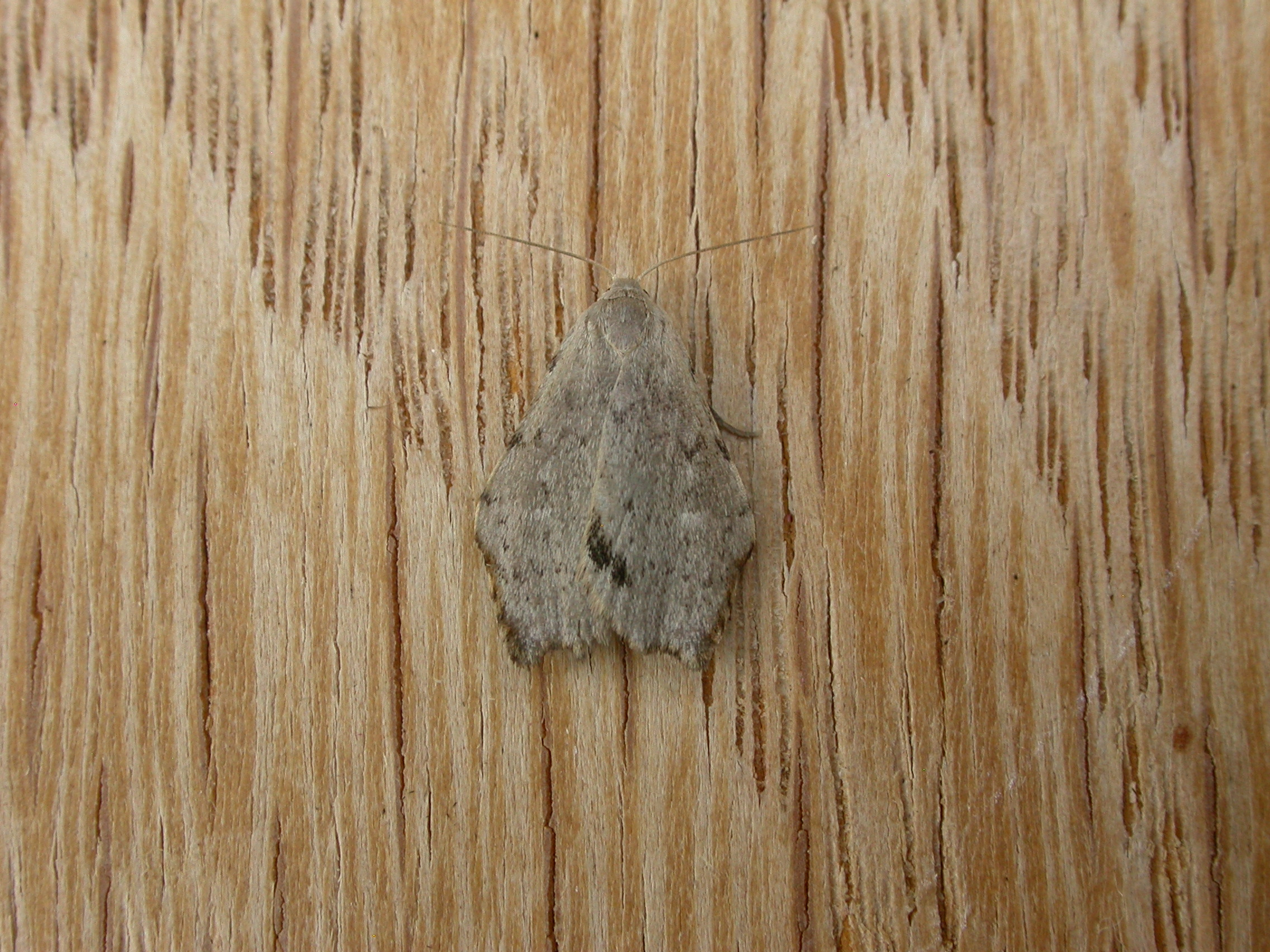